# Kanton Lens-Est
Kanton Lens-Est (francouzsky Canton de Lens-Est) byl francouzský kanton v departementu Pas-de-Calais v regionu Nord-Pas-de-Calais. Tvořily ho dvě obce. Zrušen byl po reformě kantonů 2014.

## Obce kantonu
- Lens (východní část)
- Sallaumines